# Серхіо Гонсалес
Серхіо Гонсалес (ісп. Sergio González, нар. 10 листопада 1976, Л'Успіталет-да-Любрагат) — іспанський футболіст, що грав на позиції півзахисника. По завершенні ігрової кар'єри — футбольний тренер. Наразі очолює тренерський штаб команди «Кадіс».
Виступав, зокрема, за клуби «Еспаньйол» та «Депортіво», де провів майже всю кар'єру, а також національні збірні Іспанії та Каталонії. У статусі гравця — дворазовий володар Кубка Іспанії, переможець Суперкубка Іспанії та чвертьфіналіст чемпіонату світу.

## Клубна кар'єра
Гонсалес вихованець клубу «Л'Успіталет» зі свого рідного міста. 1994 року став виступати за основний склад клубу в Сегунді Б. У наступному році перейшов у фарм-клуб «Еспаньйола» — «Еспаньйол Б». За 3 роки він зіграв 100 матчів і забив 11 голів.
З квітня 1998 року став залучатись до матчів першої команди, з якою у сезоні 1999/00 став володарем Кубка Іспанії. Всього за клуб він провів 107 матчів, забивши 10 м'ячів.

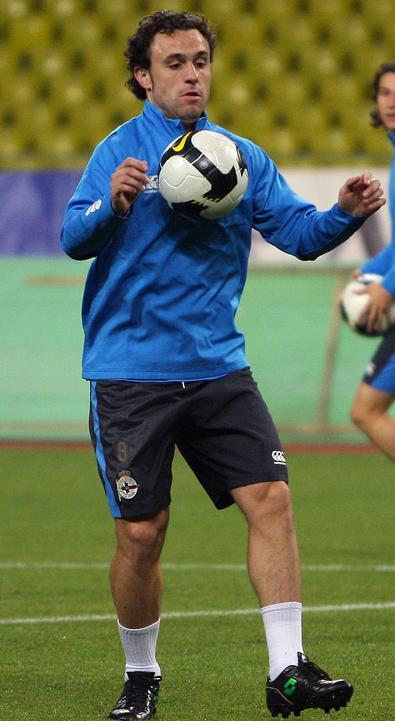
Серхіо Гонсалес під час виступів за «Депортіво». 2008 рік.

Влітку 2001 року уклав контракт з клубом «Депортіво», у складі якого провів наступні дев'ять років своєї кар'єри гравця. Граючи у складі «Депортіво» також здебільшого виходив на поле в основному складі команди і став володарем Кубка і Суперкубка Іспанії. У різних офіційних турнірах він зіграв за «Депортіво» 306 матчів і забив 29 м'ячів.
Завершив професійну ігрову кар'єру у клубі «Леванте», за яку виступав протягом сезону 2010/11 років.

## Виступи за збірні
24 березня 2001 року дебютував в офіційних матчах у складі національної збірної Іспанії в грі проти збірної Ліхтенштейну.
У складі збірної був учасником чемпіонату світу 2002 року в Японії і Південній Кореї, де іспанці дійшли до чвертьфіналу, програвши в серії пенальті господарям з Південної Кореї. На цьому турнірі він зіграв один матч у групі проти збірної ПАР, вийшовши на заміну на 53-й хвилині замість Давіда Альбельди.
Протягом кар'єри у національній команді, яка тривала 5 років, провів у формі головної команди країни 11 матчів.
З 1998 по 2013 роки також виступав за збірну Каталонії. Є рекордсменом за кількістю зіграних матчів. Всього провів 15 матчів і забив два голи, перший з них — 2009 року в товариському матчі зі збірною Аргентини з пенальті, а другий 2013 року в ворота збірної Нігерії.

## Кар'єра тренера
Розпочав тренерську кар'єру невдовзі по завершенні кар'єри гравця, 2013 року, ставши асистентом тренера в клубі «Еспаньйол Б». Наступного року став головним тренером другої команди.
27 травня 2014 року Гонсалес був призначений новим головним тренером першої команди «Еспаньйола», замінивши Хав'єра Агірре після того, як його контракт закінчився. Під керівництвом Гонсалеса команда в першому сезоні залишилась в середині таблиці Ла Ліги. А вже по ходу наступного сезону, у грудні 2015 року, був звільнений з барселонського клубу.
10 квітня 2018 року Серхіо було призначено головним тренером клубу «Реал Вальядолід».

## Статистика

### Клубна
| Клуб    | Клуб          | Клуб      | Чемпіонат | Чемпіонат | Кубок         | Кубок         | Суперкубок | Суперкубок | Єврокубки | Єврокубки | Всього | Всього |
| Сезон   | Клуб          | Ліга      | Ігор      | Голів     | Ігор          | Голів         | Ігор       | Голів      | Ігор      | Голів     | Ігор   | Голів  |
| Іспанія | Іспанія       | Іспанія   | Ліга      | Ліга      | Кубок Іспанії | Кубок Іспанії | Суперкубок | Суперкубок | УЄФА      | УЄФА      | Всього | Всього |
| ------- | ------------- | --------- | --------- | --------- | ------------- | ------------- | ---------- | ---------- | --------- | --------- | ------ | ------ |
| 1994-95 | «Л'Успіталет» | Сегунда Б | 11        | 2         | 0             | 0             | 0          | 0          | 0         | 0         | 11     | 2      |
| 1995-96 | «Еспаньйол Б» | Сегунда Б | 36        | 4         | 0             | 0             | 0          | 0          | 0         | 0         | 36     | 4      |
| 1996-97 | «Еспаньйол Б» | Сегунда Б | 34        | 2         | 0             | 0             | 0          | 0          | 0         | 0         | 34     | 2      |
| 1997-98 | «Еспаньйол Б» | Сегунда Б | 30        | 5         | 0             | 0             | 0          | 0          | 0         | 0         | 30     | 5      |
| 1997-98 | «Еспаньйол»   | Ла Ліга   | 6         | 1         | 0             | 0             | 0          | 0          | 0         | 0         | 6      | 1      |
| 1998-99 | «Еспаньйол»   | Ла Ліга   | 34        | 0         | 0             | 0             | 0          | 0          | 0         | 0         | 34     | 0      |
| 1999-00 | «Еспаньйол»   | Ла Ліга   | 30        | 5         | 0             | 0             | 0          | 0          | 0         | 0         | 30     | 5      |
| 2000-01 | «Еспаньйол»   | Ла Ліга   | 37        | 4         | 0             | 0             | 0          | 0          | 0         | 0         | 37     | 4      |
| 2001-02 | «Депортіво»   | Ла Ліга   | 38        | 4         | 0             | 0             | 0          | 0          | 0         | 0         | 38     | 4      |
| 2002-03 | «Депортіво»   | Ла Ліга   | 37        | 3         | 0             | 0             | 0          | 0          | 0         | 0         | 37     | 3      |
| 2003-04 | «Депортіво»   | Ла Ліга   | 37        | 3         | 0             | 0             | 0          | 0          | 0         | 0         | 37     | 3      |
| 2004-05 | «Депортіво»   | Ла Ліга   | 34        | 3         | 0             | 0             | 0          | 0          | 0         | 0         | 34     | 3      |
| 2005-06 | «Депортіво»   | Ла Ліга   | 36        | 4         | 0             | 0             | 0          | 0          | 0         | 0         | 36     | 4      |
| 2006-07 | «Депортіво»   | Ла Ліга   | 28        | 2         | 1             | 0             | 0          | 0          | 0         | 0         | 29     | 2      |
| 2007-08 | «Депортіво»   | Ла Ліга   | 32        | 5         | 0             | 0             | 0          | 0          | 0         | 0         | 32     | 5      |
| 2008-09 | «Депортіво»   | Ла Ліга   | 28        | 4         | 0             | 0             | 0          | 0          | 8         | 1         | 36     | 5      |
| 2009-10 | «Депортіво»   | Ла Ліга   | 24        | 0         | 3             | 0             | 0          | 0          | 0         | 0         | 27     | 0      |
| 2010-11 | «Леванте»     | Ла Ліга   | 14        | 2         | 2             | 1             | 0          | 0          | 0         | 0         | 16     | 3      |
| Загалом | Загалом       | Загалом   | 526       | 53        | 6             | 1             | 0          | 0          | 8         | 1         | 540    | 55     |

### Збірна

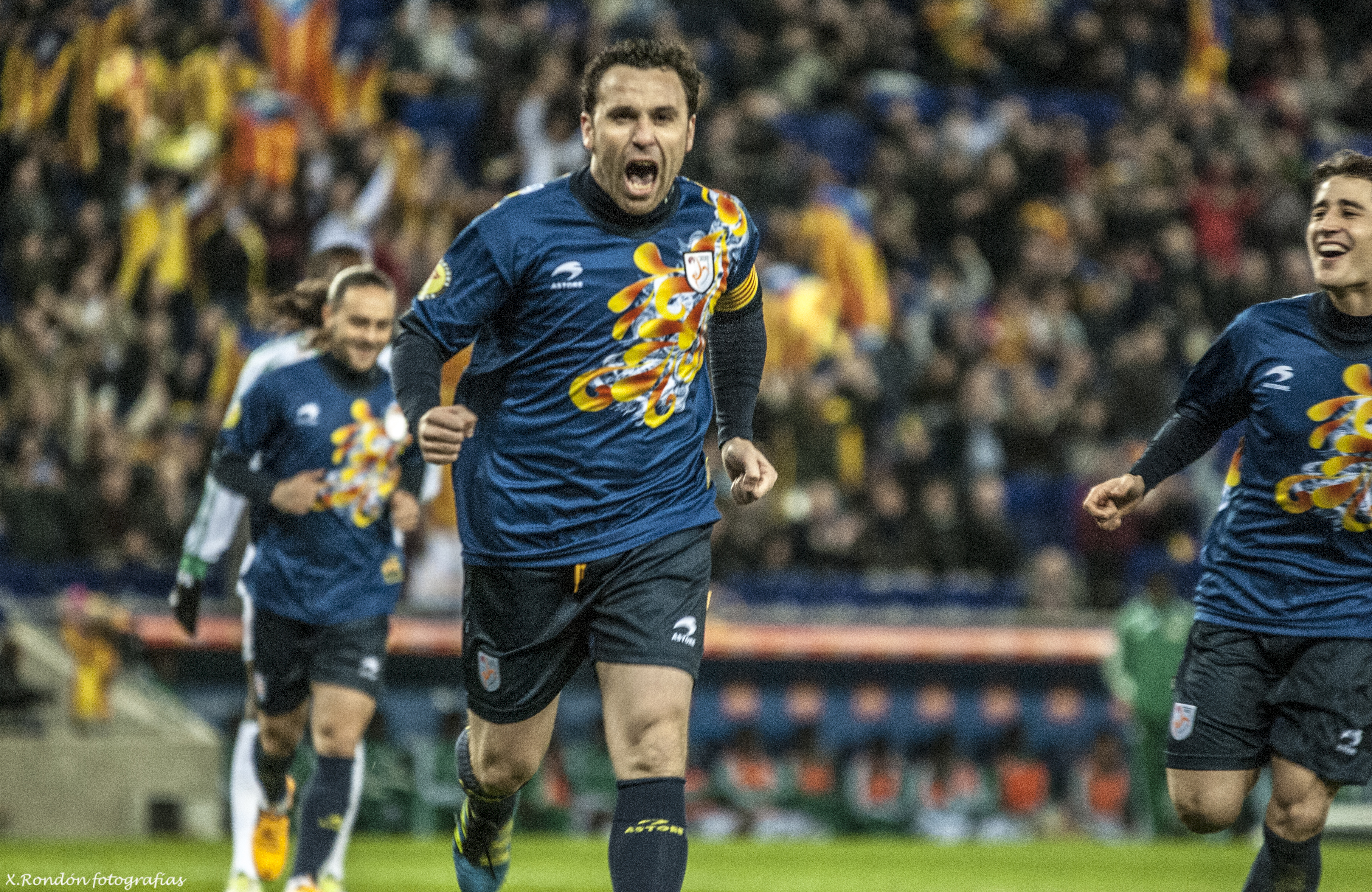
Серхіо Гонсалес у складі збірної Каталонії святкує забитий гол у ворота нігерійців. 2 січня 2013 року

| Збірна Іспанії | Збірна Іспанії | Збірна Іспанії |
| Роки           | Ігри           | Голи           |
| -------------- | -------------- | -------------- |
| 2001           | 3              | 0              |
| 2002           | 4              | 0              |
| 2003           | 3              | 0              |
| 2004           | 0              | 0              |
| 2005           | 1              | 0              |
| Всього         | 11             | 0              |

| Каталонія | Каталонія | Каталонія |
| Роки      | Ігри      | Голи      |
| --------- | --------- | --------- |
| 1999      | 1         | 0         |
| 2000      | 1         | 0         |
| 2001      | 1         | 0         |
| 2002      | 1         | 0         |
| 2003      | 1         | 0         |
| 2004      | 2         | 0         |
| 2005      | 1         | 0         |
| 2006      | 1         | 0         |
| 2007      | 1         | 0         |
| 2008      | 2         | 0         |
| 2009      | 1         | 1         |
| 2010      | 1         | 0         |
| 2011      | 0         | 0         |
| 2012      | 0         | 0         |
| 2013      | 1         | 1         |
| Всього    | 15        | 2         |

Голи за збірну
| # | Дата           | Місце                                 | Суперник  | Рахунок | Результат | Турнір      |
| - | -------------- | ------------------------------------- | --------- | ------- | --------- | ----------- |
| 1 | 22 грудня 2009 | Камп Ноу, Барселона, Іспанія          | Аргентина | 3-1     | 4-2       | Товариський |
| 2 | 2 січня 2013   | Корнелья-Ель Прат, Барселона, Іспанія | Нігерія   | 1-0     | 1-1       | Товариський |

## Титули і досягнення
- Володар Кубка Іспанії (2):

«Еспаньйол»: 1999-00
«Депортіво»: 2001-02
- Володар Суперкубка Іспанії (1):

«Депортіво»: 2002
- Володар Кубка Інтертото (1):

«Депортіво»: 2008